# Лаувиль
Лаувиль (нем. Lauwil) — коммуна в Швейцарии, в кантоне Базель-Ланд. 
Входит в состав округа Вальденбург. Население составляет 329 человек (на 31 декабря 2007 года). Официальный код  —  2889.